# Aeroporto di Zielona Góra-Babimost
L'Aeroporto di Zielona Góra-Babimost (PL: Port Lotniczy Zielona Góra-Babimost) (IATA: IEG, ICAO: EPZG) è un aeroporto polacco situato a 34 km a nord-ovest di Zielona Góra.

## Compagnie aeree e destinazioni

### Voli da crociera
| Compagnia aeree     | Destinazioni      |
| ------------------- | ----------------- |
| LOT Polish Airlines | 1. Varsavia (WAW) |

### Voli charter
| Compagnia aeree | Destinazioni    |
| --------------- | --------------- |
| Onur Air        | 1. Adalia (AYT) |

## Statistica
| Anno | Passeggeri | Kg di carico | Operazioni aeree |
| ---- | ---------- | ------------ | ---------------- |
| 1999 | 198        | 0            | 100              |
| 2000 | 207        | 0            | 36               |
| 2001 | 5 624      | 0            | 615              |
| 2002 | 7 598      | 0            | 681              |
| 2003 | 7 813      | 0            | 1 237            |
| 2004 | 3 949      | 0            | 400              |
| 2005 | 427        | 0            | 163              |
| 2006 | 8 316      | 0            | 1 107            |
| 2007 | 6 739      | 0            | 714              |
| 2008 | 5 237      | 0            | 614              |
| 2009 | 2 955      | 3 929        | 642              |
| 2010 | 3 637      | 5 205        | 668              |
| 2011 | 6 940      | 1 591        | 328              |
| 2012 | 12 276     | N/A          | 602              |
| 2013 | 12 568     | N/A          | 712              |
| 2014 | 10 682     | N/A          | 632              |
| 2015 | 17 111     | N/A          | 1 299            |
| 2016 | 9 443      | N/A          | 1 147            |
| 2017 | 17 702     | N/A          | 1 114            |
| 2018 | 21 934     | N/A          | 1 295            |
| 2019 | 33 756     | N/A          | 1 778            |